# Emma Watson
Emma Charlotte Duerre Watson (/ɛmə/ /wˈɒtsən/; sinh ngày 15 tháng 4 năm 1990) là một nữ diễn viên, người mẫu kiêm nhà hoạt động xã hội người Anh. Sinh ra ở Paris và lớn lên tại Oxfordshire, Emma theo học tại Trường Brown và theo học khóa đào tạo diễn viên tại chi nhánh Oxford của trường Nghệ thuật Sân khấu Stagecoach. Cô trở nên nổi tiếng sau khi đảm nhận vai diễn đầu đời Hermione Granger trong loạt phim Harry Potter, dù trước đó cô chỉ đóng kịch ở trường. Watson xuất hiện trong cả tám phần phim Harry Potter từ năm 2001 đến 2011, đem về cho cô danh tiếng trên toàn thế giới, nhiều giải thưởng quan trọng và khối tài sản lên tới 60 triệu đô la Mỹ vào năm 2017 và khoảng 80 triệu đô-la Mỹ năm 2020. Tờ báo nổi tiếng của Mỹ New York Times từng đánh giá Watson là ngôi sao có diễn xuất ấn tượng.
Watson cũng xuất hiện trong bộ phim truyền hình chuyển thể từ tiểu thuyết năm 2007 của Anh Đôi giày Ba-lê và tham gia lồng tiếng cho bộ phim hoạt hình Hiệp sĩ chuột (2008). Sau bộ phim Harry Potter cuối cùng, cô đảm nhận vai chính và vai phụ trong một số bộ phim như Một tuần với kiều nữ (2011), Câu chuyện tuổi teen (2012) và trong Băng trộm tuổi teen (2013). Cô xuất hiện như phiên bản cường điệu của chính mình trong Sống nốt ngày cuối (2013) và đóng vai cô con gái nuôi của nhân vật chính trong Noah: Đại hồng thủy (2014). Cô tiếp tục đóng vai chính Belle trong bộ phim nhạc kịch giả tưởng lãng mạn Người đẹp và quái vật (2017) và vai Meg March trong bộ phim Những người phụ nữ bé nhỏ (2019), bộ phim sau đó được đề cử giải Oscar cho Phim hay nhất. Các vai diễn điện ảnh khác của cô bao gồm Truy hồi ký ức (2015), Tình yêu thời bạo loạn (2015) và Vòng xoay ảo (2017).
Từ năm 2011 đến năm 2014, Watson chia thời gian của mình giữa làm phim và tiếp tục việc học tại Đại học Brown và Cao đẳng Worcester, Oxford, và tốt nghiệp Brown với bằng cử nhân văn học Anh vào tháng 5 năm 2014. Ngoài ra Watson còn có chứng nhận dạy thiền và yoga. Công việc người mẫu của cô bao gồm các chiến dịch quảng cáo cho Burberry và Lancôme. Cô còn tham gia thiết kế trang phục và đặt tên của mình cho dòng quần áo mang mục đích nhân đạo của nhãn hiệu People Tree. Cô được Viện Hàn lâm Nghệ thuật Điện ảnh và Truyền hình Anh vinh danh năm 2014 khi Emma Watson giành giải Nghệ sĩ của năm. Cùng năm đó, cô được bổ nhiệm làm đại sứ thiện chí của Liên Hợp Quốc và giúp khởi động chiến dịch Phụ nữ Liên Hợp Quốc HeForShe, khuyến khích chung tay hướng tới việc bình đẳng giới. Watson được bổ nhiệm vào cơ quan tư vấn về quyền phụ nữ của G7 vào năm 2019, tham vấn với các nhà lãnh đạo về chính sách đối ngoại. Năm 2020, Emma Watson được bổ nhiệm vào ban giám đốc Kering, với vai trò là Chủ tịch Hội đồng Phát triển Bền vững.

## Tiểu sử
Emma được sinh ra tại Paris, Pháp. Cô là con gái đầu lòng của hai luật sư người Anh là bà Jacqueline Luesby và ông Chris Watson. Emma sống ở Maisons-Laffitte gần Paris cho đến khi lên 5. Sau khi cha mẹ ly dị, cô chuyển về Anh để sống cùng mẹ ở Oxfordshire còn cuối tuần thì đến thăm cha ở Luân Đôn. Emma tiết lộ rằng cô nói được một ít tiếng Pháp nhưng không còn lưu loát và tốt như trước nữa.
Sau khi chuyển đến Oxford với mẹ và em trai, cô tiếp tục học tại trường tư Dragon School, Oxford cho đến năm 2003. Từ năm lên 6 cô đã mơ ước thành diễn viên và tham gia đào tạo tại một trường kịch nghệ bán thời gian là Stagecoach Theatre Arts chi nhánh ở Oxford. Tại đây cô được học hát, khiêu vũ và diễn xuất.
Đến năm lên 10, Emma đã tham gia biểu diễn trong một vài tác phẩm của Stagecoach và các vở kịch tại trường học trong đó có Arthur: The Young Years và The Happy Prince nhưng chưa từng diễn xuất chuyên nghiệp trước khi tham gia loạt phim Harry Potter. Sau một thời gian học ở Dragon School, Emma chuyển sang trường Headington School, Oxford. Trong thời gian quay phim, cô và các bạn diễn được dạy kèm tới 5 tiếng một ngày. Tháng 6 năm 2006, Emma tham gia kỳ thi tốt nghiệp GCSE với 10 môn học và đạt được 8 điểm A* và 2 điểm A.

## Học vấn
Sau khi rời trường học, Emma dành một năm nghỉ ngơi (gap year)  để quay phim Harry Potter và Bảo bối Tử thần bắt đầu vào tháng 2 năm 2009 nhưng cô cho biết vẫn tiếp tục học tập.. Sau đó cô xác nhận đã quyết định chọn học ở Đại học Brown tại Providence, Rhode Island. Tháng 3 năm 2011, sau 18 tháng học đại học, cô tuyên bố sẽ hoãn chương trình học lại 1 hoặc 2 học kì. và theo học tại Worcester College, Oxford trong năm học 2011–12 với vai trò "sinh viên thỉnh giảng".
Emma chia sẻ trong chương trình của Ellen DeGeneres trước khi tốt nghiệp rằng cô phải mất tới 5 năm thay vì 4 năm do yêu cầu công việc, thành ra mất cả trọn hai học kì.
Ngày 25 tháng 5 năm 2014, cô tốt nghiệp Đại học Brown với bằng cử nhân ngành Văn học Anh.
Năm 2013, cô được chứng nhận về dạy yoga và thiền. Như là một phần của chứng nhận này, cô đã theo học một khóa thiền kéo dài 1 tuần lễ tại một cơ sở ở Canada, tại đây học viên không được phép nói chuyện, để có thể tự khám phá bản thân tại gia. Cô nói với Elle Australia, một tương lai không chắc chắn có nghĩa là phải tìm " một cách để luôn cảm thấy an toàn và luôn thanh thản với chính mình. Bởi vì tôi không bao giờ có thể dựa vào một nơi vật chất nào đó."

## Đời tư
Trong thời gian quay phim điện ảnh Noah, khi được hỏi về đức tin của mình, cô đã trả lời rằng mình là người theo thuyết phổ độ.
Emma từng hẹn hò với Will Adamowicz, người bạn cùng trường tại Đại học Oxford năm 2011 trong năm đầu học tại đây. Cả hai từng tới thăm dự lễ trao giải 2013 MTV Movie Awards và Emma nhận được giải Trailblazer Award. Cặp đôi chia tay vào đầu năm 2014. Cuối năm 2014, Emma bắt đầu hẹn hò với cầu thủ bóng chày là Matthew Janney. Mối quan hệ đã chấm dứt trong tháng 11 cùng năm do lịch làm việc quá bận rộn của Emma.
Emma Watson gặp gỡ William Mack Knight, một doanh nhân công nghệ từ cuối năm 2015, chỉ vài tháng sau khi chia tay Matthew Janney. Cặp đôi bị bắt gặp hẹn hò khi đến xem một buổi diễn tại sân khấu nhạc kịch Broadway vào tháng 10 năm 2015. Theo chia sẻ từ bà Katherine với tờ The Mirror, mẹ của William cho biết anh đã đưa bạn gái Emma về ra mắt cha mẹ và mối quan hệ tiến triển một cách nghiêm túc.
Watson là một người độc thân, cô mô tả bản thân mình với cụm từ "tự hợp tác". Marai Larasi, một nhà hoạt động về vấn đề bạo lực đối với phụ nữ, là khách mời của cô đến thăm dự Lễ trao giải Quả cầu vàng lần thứ 75 năm 2018.

## Sự nghiệp

### Harry Potter

#### 1999–2003: Khởi đầu và đột phá

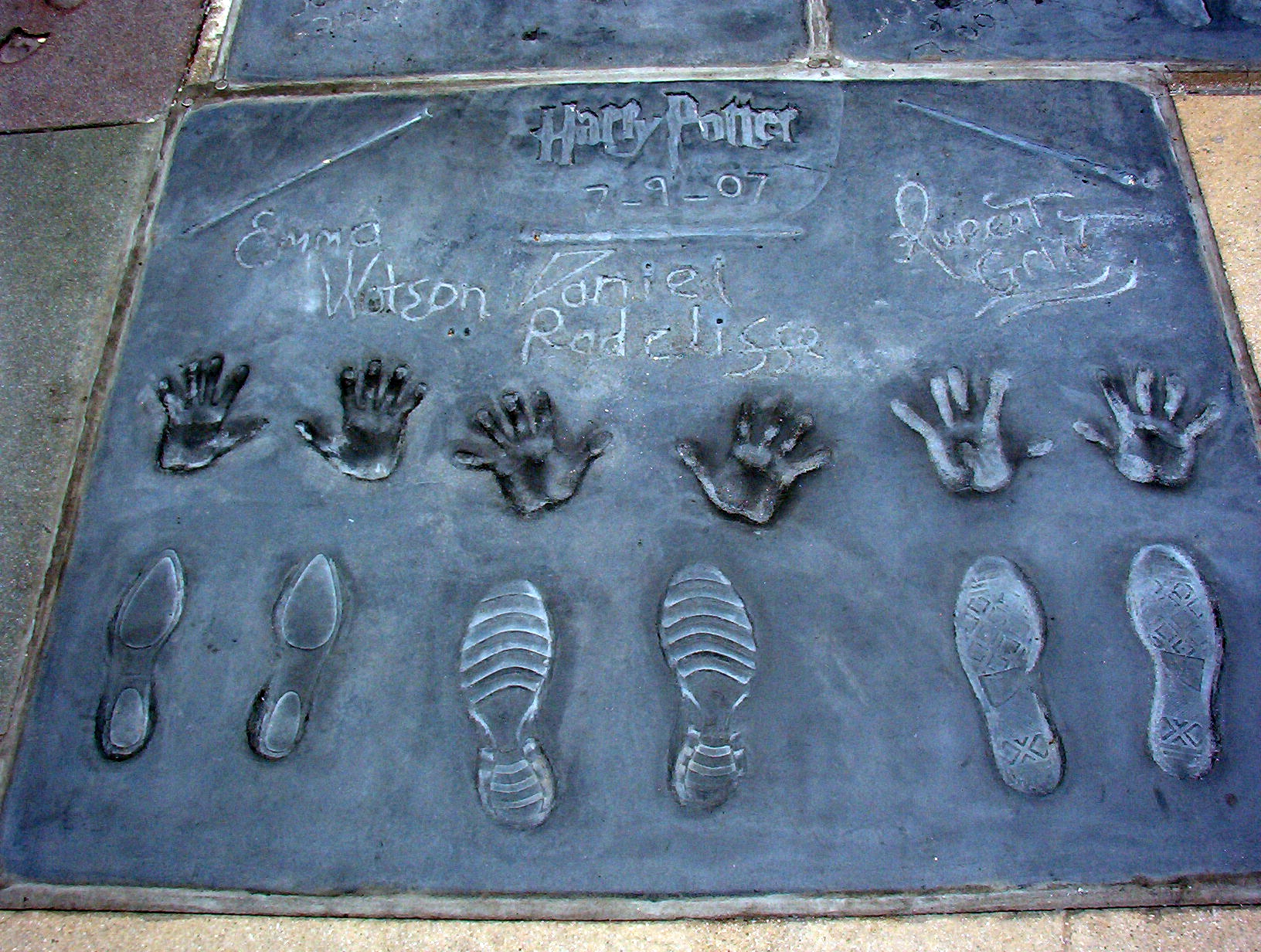
Dấu tay, dấu giày và bản in đũa thần của Watson, Radcliffe, Grint (từ trái sang phải) tại Nhà hát Trung Quốc TCL năm 2007

Năm 1999, đoàn sản xuất phim Harry Potter và Hòn đá Phù thủy (Harry Potter and the Sorcerer's Stone), chuyển thể điện ảnh từ tiểu thuyết ăn khách cùng tên của nhà văn Anh J. K. Rowling bắt đầu quá trình tuyển diễn viên cho bộ phim. Ba vai diễn quan trọng nhất của bộ phim là Harry Potter cùng hai người bạn thân Hermione Granger và Ron Weasley. Những người tuyển diễn viên đã phát hiện ra Emma thông qua cô giáo dạy kịch của cô ở Oxford, sự tự tin của cô đã gây ấn tượng với các nhà sản xuất phim. Sau tám tuần tuyển chọn, nhà sản xuất David Heyman tuyên bố đã lựa chọn Emma cùng Daniel Radcliffe và Rupert Grint cho ba vai Hermione, Harry và Ron. Sau khi xem những đoạn diễn thử đầu tiên của Emma, nhà văn Rowling đã bộc lộ sự ủng hộ với cô bé 9 tuổi.
Harry Potter và Hòn đá Phù thủy (công chiếu năm 2001) là tác phẩm điện ảnh đầu tiên mà Emma Watson tham gia. Bộ phim đã phá kỉ lục về doanh thu ngày mở màn và tuần mở màn đồng thời trở thành phim ăn khách nhất năm 2001. Diễn xuất của ba diễn viên chính đã được các nhà phê bình khen ngợi đặc biệt là Emma, tờ The Daily Telegraph đánh giá diễn xuất của cô là "tuyệt vời" ("admirable") còn trang IGN cũng cho rằng cô đã chiếm lĩnh được màn ảnh ("stole the show"). Với vai Hermione Granger, Emma đã nhận được 5 đề cử ở các giải thưởng khác nhau trong đó cô đã được trao Young Artist Award ở hạng mục Diễn viên nữ trẻ xuất sắc nhất ở vai chính.
Một năm sau bộ phim đầu tay, Emma Watson tiếp tục vào vai Hermione trong phần tiếp theo của loạt Harry Potter với tựa đề Harry Potter và Phòng chứa Bí mật (Harry Potter and the Chamber of Secrets) chuyển thể từ tiểu thuyết cùng tên. Tuy bộ phim không được đánh giá cao như phần đầu nhưng diễn xuất của dàn diễn viên chính vẫn được báo chí khen ngợi. Tờ Los Angeles Times cho rằng Emma và các bạn của cô đã trưởng thành theo thời gian, tờ The Times thậm chí còn chỉ trích đạo diễn Chris Columbus vì đã không khai thác được hết nhân vật của Emma. Với vai diễn trong Harry Potter và Phòng chứa Bí mật, Emma đã được tạp chí Đức Bravo trao giải Otto Award.

#### 2004–2011:Harry Pottervà các vai trò khác

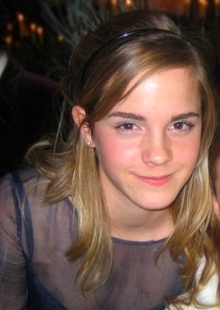
Watson tại buổi ra mắt phim Harry Potter và Chiếc cốc lửa vào tháng 11 năm 2005

Năm 2004, Harry Potter và Tù nhân Azkaban, phần thứ ba của loạt phim Harry Potter được công chiếu. Ở lần thứ ba tham gia diễn xuất, Emma tiếp tục được đánh giá cao trong vai cô bé Hermione quyết đoán, vai diễn của Emma được đánh giá là có sức lôi cuốn và là một vai diễn tuyệt vời cho các diễn viên. Nếu như vai Harry Potter của Radcliffe gặp phải sự chỉ trích từ giới phê bình thì Emma tiếp tục được các báo khen ngợi, tờ The New York Times nhận xét rằng sự nhạt nhẽo của Radcliffe đã may mắn được bù đắp bởi diễn xuất sôi nổi của Emma đặc biệt là cảnh phim cô bé đấm vào mũi Draco Malfoy thay vì sử dụng phép thuật. Tính đến năm 2009, Harry Potter và Tù nhân Azkaban vẫn là phần có doanh thu thấp nhất trong loạt Harry Potter, tuy vậy vai diễn của Emma Watson trong bộ phim này vẫn đem lại cho cô hai giải diễn xuất Otto Awards và Child Performance of the Year (Diễn xuất thiếu nhi của năm) của tờ Total Film.

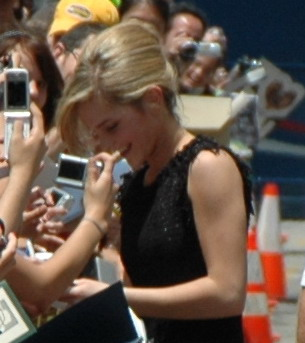
Emma Watson ký tặng người hâm mộ bên ngoài Grauman's Chinese Theatre

Tập tiếp theo của loạt phim với tựa đề Harry Potter và Chiếc cốc lửa (2005) là một thành công lớn về thương mại khi bộ phim phá kỉ lục về doanh thu cuối tuần đầu tiên công chiếu của loạt Harry Potter và kỉ lục về doanh thu cuối tuần đầu tiên công chiếu ở Anh. Sự trưởng thành của Emma và các bạn diễn đã được giới phê bình khen ngợi, tờ New York Times đánh giá vai diễn của cô đứng đắn một cách cảm động ("touchingly earnest"). Theo Emma thì sự hài hước của tập phim này đến từ những xung đột ở tuổi mới lớn của ba nhân vật chính, cô nói: "Tôi yêu thích tất cả những cuộc tranh luận... Tôi cho rằng bộ phim sẽ thật hơn rất nhiều nếu các nhân vật tranh cãi và gặp rắc rối." Được đề cử ở ba giải thưởng cho vai Hermione, Emma đã giành giải Otto Award. Cuối năm 2005, cô trở thành người trẻ tuổi nhất xuất hiện trên bìa của tạp chí Teen Vogue. Năm 2006, Emma vào vai Hermione trong tập phim ngắn đặc biệt của loạt Harry Potter có tựa đề The Queen's Handbag để kỷ niệm sinh nhật lần thứ 80 của Nữ hoàng Elizabeth II.

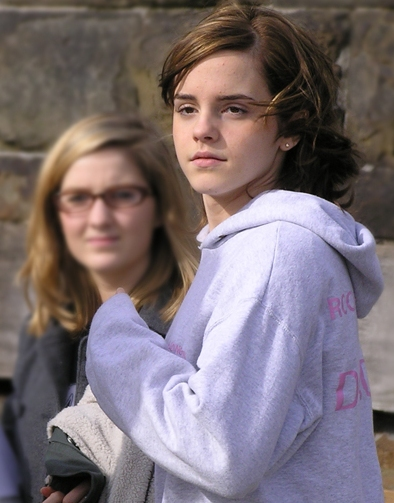
Emma Watson năm 2007

Tập phim thứ năm của Harry Potter có tựa đề Harry Potter và Hội Phượng hoàng được công chiếu năm 2007. Tiếp tục là một thành công lớn về mặt thương mại, bộ phim đã phá kỉ lục doanh thu cuối tuần đầu tiên trên thế giới với 332,7 triệu đô la Mỹ. Emma được trao giải National Movie Award lần thứ nhất ở hạng mục Vai nữ chính xuất sắc nhất. Bộ ba Watson-Radcliff-Grint trở nên nổi tiếng tới mức họ được mời in dấu tay, dấy chân và dấu đũa thần lên vỉa hè của Grauman's Chinese Theater ở Hollywood vào ngày 9 tháng 7 năm 2007. Tuy các tập phim Harry Potter liên tiếp thành công về doanh thu, tương lai của loạt phim lại bị đặt dấu hỏi khi cả ba diễn viên chính đều do dự trong việc tiếp tục vai diễn của họ trong hai tập cuối của Harry Potter. Cuối cùng vào ngày 2 tháng 3 năm 2007 Radcliffe đã đồng ý ký nốt hợp đồng 2 tập phim cuối, mặc dù vậy Emma thậm chí còn tỏ ra do dự hơn. Cô giải thích rằng đó là một quyết định quan trọng vì để tham gia hai tập phim cuối cô sẽ phải gắn bó thêm 4 năm với quá trình làm phim nhưng rồi Emma thừa nhận rằng cô không thể rời bỏ vai Hermione và đồng ý ký tiếp hợp đồng vào ngày 23 tháng 3 năm 2007. Để đổi lại, Emma Watson được trả gấp đôi cho những tập phim cuối lên 2 triệu bảng Anh mỗi tập phim, cô kết luận rằng cuối cùng thì việc tham gia phim vẫn có lợi hơn là có hại.
Emma Watson listed in to 

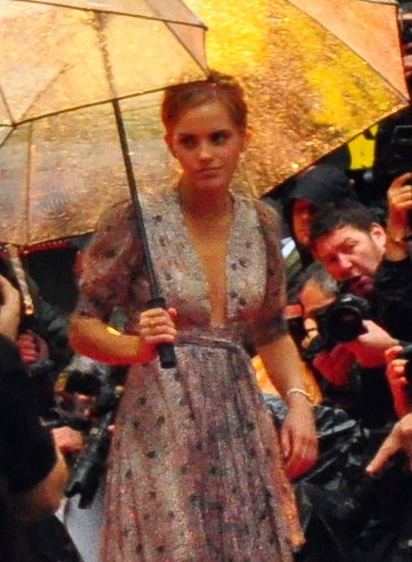
Emma Watson tại buổi ra mắt phim Harry Potter và Hoàng tử lai.

Quá trình quay Harry Potter và Hoàng tử lai, tập thứ sáu của loạt phim, được bắt đầu từ cuối năm 2007 trong đó các cảnh phim có sự tham gia của Emma được quay từ ngày 18 tháng 12 tới ngày 17 tháng 5 năm 2008. Bộ phim được dự kiến công chiếu chính thức ngày 15 tháng 7 năm 2009.

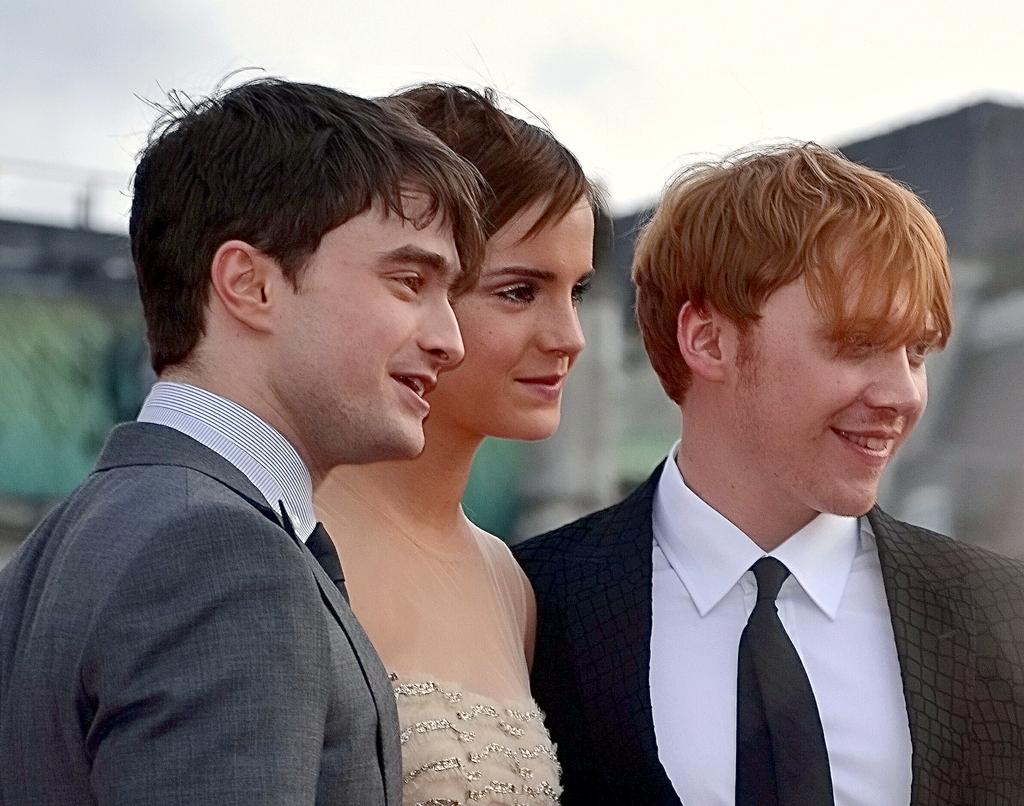
Watson cùng Daniel Radcliffe (trái) và Rupert Grint tại buổi ra mắt phim Harry Potter và bảo bối tử thần - Phần 2 ở London vào tháng 7 năm 2011

Trước khi tập thứ sáu Harry Potter được công chiếu thì tập thứ bảy của bộ truyện, Harry Potter và Bảo bối Tử thần đã được khởi động vào ngày 18 tháng 2 năm 2009. Vì lý do tài chính và kịch bản, tập cuối cùng của loạt phim được chia thành hai phần quay liền nhau, và được công chiếu vào tháng 11 năm 2010 và tháng 7 năm 2011. Harry Potter và Bảo bối Tử thần - Phần 2 đã trở thành bộ phim thành công cả về chuyên môn và thương mại. Đây là bộ phim có doanh thu cao nhất trong nhượng quyền thương mại, đã thu về hơn 1,3 tỷ đô la trên toàn thế giới và đã chứng minh đây là bộ phim thành công nhất về mặt thương mại của Watson.

### Dự án khác
Vai diễn đầu tiên của Emma Watson không thuộc loạt Harry Potter là trong bộ phim truyền hình Ballet Shoes (2007). Theo Emma thì mặc dù đã dự định quay trở lại trường học ngay sau khi hoàn thành Harry Potter và Hội Phượng hoàng nhưng cô không thể cưỡng lại vai diễn trong Ballet Shoes vì Emma thực sự yêu thích nó. Đây là một chuyển thể truyền hình của đài BBC từ tiểu thuyết cùng tên của nhà văn Noel Streatfeild trong đó vai của Emma Watson là nữ diễn viên Pauline Fossil, chị cả của ba chị em nhân vật chính. Theo đạo diễn bộ phim là Sandra Goldbacher thì Emma Watson là lựa chọn hoàn hảo cho vai diễn, ở cô toát lên sự sâu sắc và tinh tế khiến mọi người phải ngắm nhìn. Ballet Shoes được đài BBC phát tại Anh vào đúng dịp Boxing Day năm 2007 với lượng khán giả theo dõi ước tính khoảng 5,2 triệu (chiếm 22% tổng lượng khán giả truyền hình). Sau khi phát sóng tác phẩm này không nhận được đánh giá cao từ giới phê bình, tờ The Times cho rằng Ballet Shoes chỉ là một bộ phim không có điểm nhấn. Tuy vậy diễn xuất của dàn diễn viên trong đó có Emma vẫn nhận được những đánh giá tích cực từ báo giới.
Ngoài vai diễn trong Ballet Shoes, Emma còn tham gia lồng tiếng cho nhân vật Công chúa Pea trong bộ phim hoạt hình The Tale of Despereaux, một tác phẩm có sự tham gia của Matthew Broderick và Tracey Ullman được công chiếu tháng 12 năm 2008.
Cô cũng xuất hiện trong một video âm nhạc của One Night Only, sau khi gặp ca sĩ chính George Craig tại chiến dịch quảng cáo thời trang Đông-Hè của Burberry năm 2010. Video Say You Don't Want It, được chiếu trên Kênh 4 vào ngày 26 tháng 6 năm 2010 và được phát hành vào ngày 16 tháng 8. Trong bộ phim hậu Harry Potter đầu tiên của mình, Watson đã xuất hiện trong Một tuần với kiều nữ (2011) trong vai Lucy, trợ lý phục trang của nhân vật chính; và được tán tỉnh bởi Colin Clark, người sau đó cô có vài cuộc hẹn hò.

#### 2012–nay

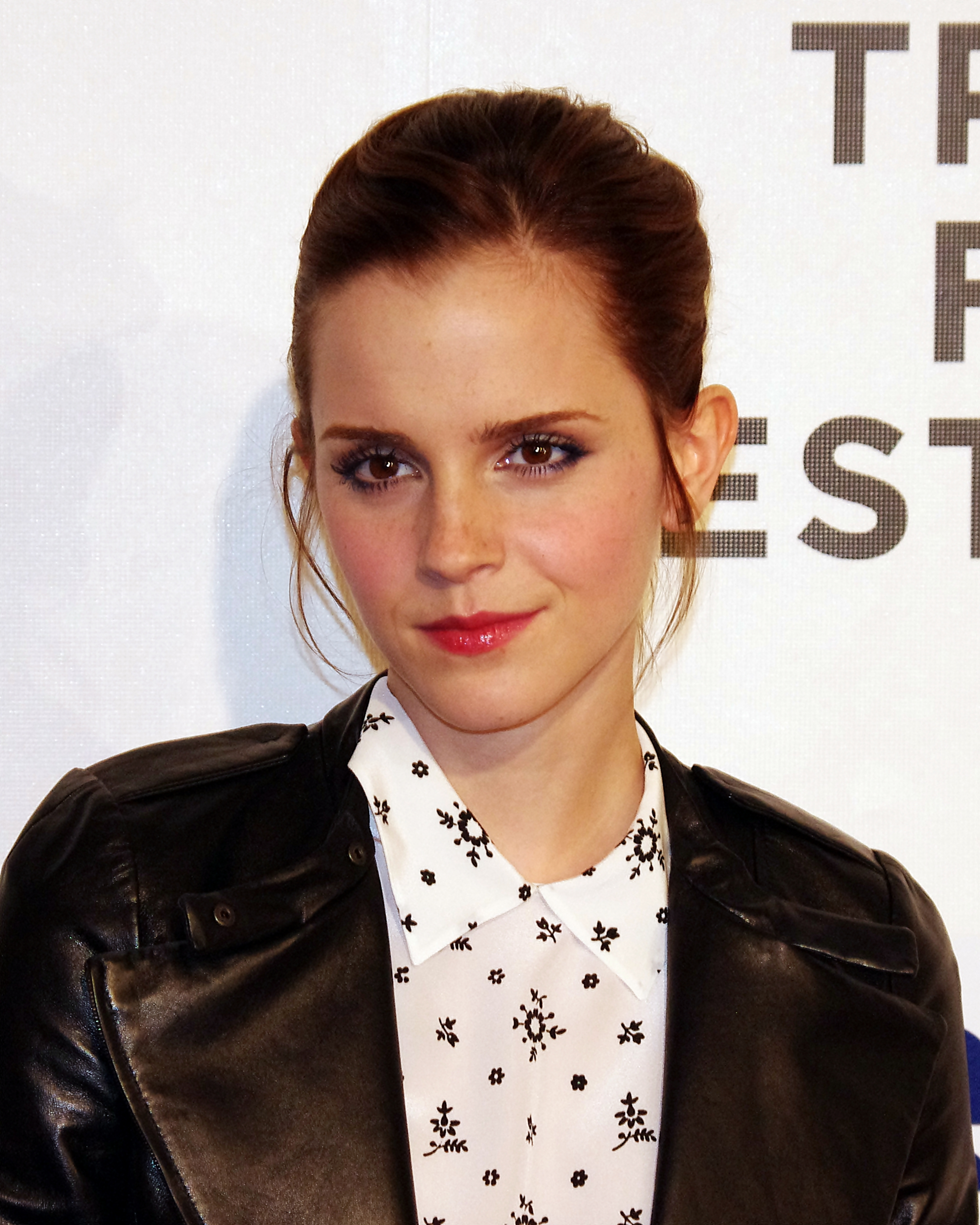
Watson tại Liên hoan phim Tribeca năm 2012

Vào tháng 5 năm 2010, Watson được cho là đang đàm phán để đóng vai chính trong bộ phim Câu chuyện tuổi teen dựa trên tiểu thuyết cùng tên. Quay phim chính bắt đầu vào mùa hè năm 2011 và bộ phim được phát hành vào tháng 9 năm 2012.
Trong Băng trộm tuổi teen (2013), Watson đóng vai Nicki. Bộ phim dựa trên các vụ cướp Bling Ring ngoài đời thực, Watson vào vai một phiên bản hư cấu của Alexis Neiers, một nhân vật truyền hình là một trong bảy thanh thiếu niên tham gia vào các vụ cướp. Trong khi bộ phim chủ yếu nhận được nhiều ý kiến trái chiều, các nhà phê bình đã dành những lời khen ngợi gần như nhất trí cho vai diễn của Watson. Watson cũng có một vai phụ trong bộ phim hài khải huyền Sống nốt ngày cuối (2013), trong đó cô, Seth Rogen, James Franco và nhiều diễn viên đã đóng vai "phiên bản cường điệu của chính họ" và Watson đã có một cảnh đáng nhớ trong sự nghiệp là thả "bom f". Cô nói rằng cô không thể bỏ qua cơ hội để thực hiện bộ phim hài đầu tiên của mình và "làm việc với một số diễn viên hài hay nhất... trên thế giới ngay bây giờ".

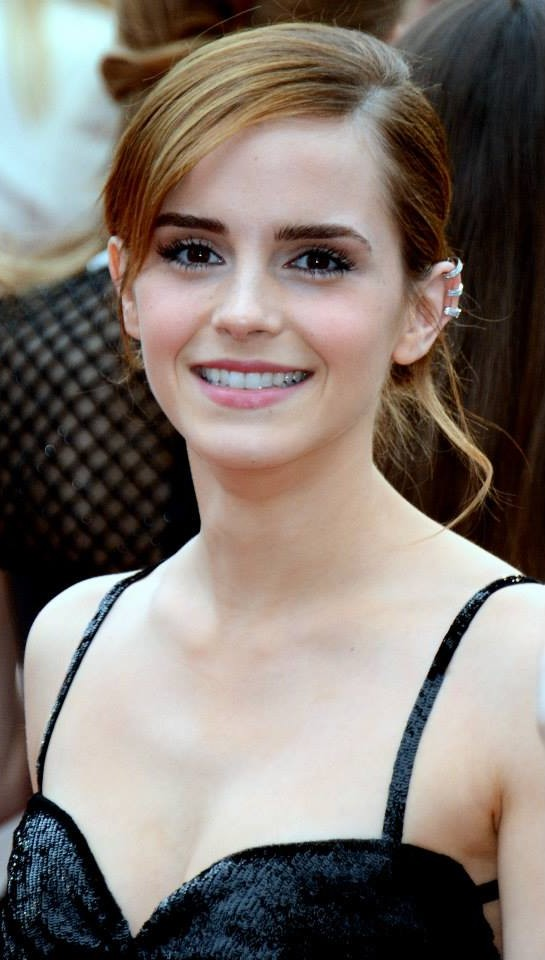
Watson tại Liên hoan phim Cannes năm 2013

Vào tháng 6 năm 2012, Watson đã được xác nhận cho vai Ila trong bộ phim Noah: Đại hồng thủy của Darren Aronofsky, bắt đầu quay phim chính vào tháng sau, và được phát hành vào tháng 3 năm 2014. Vào tháng 3 năm 2013, có thông tin rằng Watson đã tham gia đàm phán để đóng vai chính là nhân vật chính trong bộ phim hoạt hình Disney chuyển thể từ phim hoạt hình Cinderella. Kenneth Branagh đã gắn bó với việc chỉ đạo việc chuyển thể, trong khi Cate Blanchett đã đồng ý đóng vai người mẹ kế độc ác. Watson được đề nghị vai diễn, nhưng đã từ chối vì cô cho rằng mình không phù hợp với vai diễn nhân vật Lọ Lem. Vai này cuối cùng thuộc về Lily James.
Vào tháng 10 năm 2013, Watson đã được chọn là Người phụ nữ của năm do tạp chí GQ của Anh bình chọn. Cùng tháng đó, cô là một trong hai diễn viên người Anh giành được nhiều phiếu bình chọn nhất của khán giả cho danh hiệu Ngôi sao điện ảnh quyến rũ nhất năm 2013, vượt qua cả hai nữ diễn viên Scarlett Johansson và Jennifer Lawrence trong hạng mục dành cho nữ trong cuộc thăm dò trực tuyến của hơn 50.000 người hâm mộ phim. Benedict Cumberbatch là nam diễn viên giành danh hiệu trong hạng mục dành cho nam giới.
Watson đã tham gia cùng Judi Dench, Robert Downey Jr., Mike Leigh, Julia Louis-Dreyfus và Mark Ruffalo với tư cách là người nhận Giải thưởng Britannia vào ngày 30 tháng 10 năm 2014 tại Los Angeles. Watson đã giành giải Nghệ sĩ của năm và cô nói đã giành giải thưởng của mình vì Millie - chú chuột hamster của cô đã chết khi Watson quay phim Harry Potter và Hòn đá Phù thủy. Watson đóng vai chính trong hai phim phát hành năm 2015, bộ phim Colonia, đối nghịch với Daniel Brühl và Michael Nyqvist; và Truy tìm ký ức của Alejandro Amenábar, cùng với Ethan Hawke và đồng nghiệp đóng cùng Harry Potter của cô David Thewlis. Cả hai đều nhận được đánh giá tiêu cực nói chung. Cô cũng xuất hiện trong một tập phim The Vicar of Dibley, trong đó cô đóng vai Reverend Iris. Vào tháng 2 năm 2016, Watson tuyên bố cô sẽ nghỉ diễn một năm. Cô dự định dành thời gian cho "phát triển cá nhân" và công việc về quyền phụ nữ của mình.

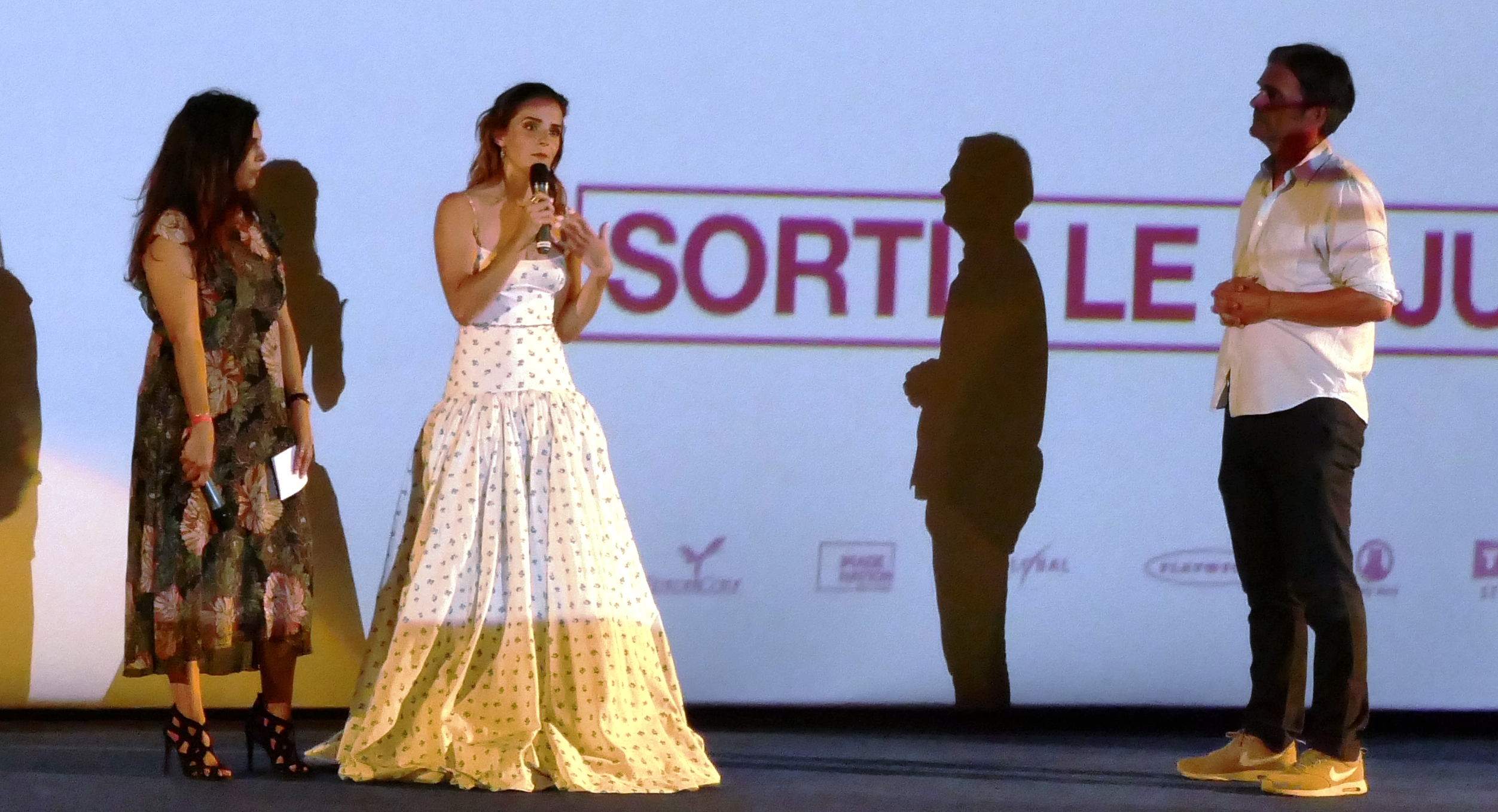
Watson tại buổi ra mắt phim Vòng xoay ảo năm 2017

Watson đã đóng vai Belle trong bộ phim live-action năm 2017 được chuyển thể từ phim hoạt hình cùng tên của Disney - Beauty and the Beast do Bill Condon đạo diễn, và đóng cùng Dan Stevens trong vai Quái thú. Bộ phim kiếm được hơn 1,2 tỷ đô la tại phòng vé và là bộ phim có doanh thu cao thứ hai trong năm 2017, chỉ sau Star Wars: The Last Jedi và bộ phim có doanh thu cao thứ 14 mọi thời đại. Theo đó số tiền trả trước cho cô là 3 triệu đô la; sự tham gia của cô mang lại lợi nhuận nên nâng tổng số tiền trả cho cô lên tới 15 triệu đô la. Cuối năm đó, cô đóng cùng Tom Hanks trong bộ phim chuyển thể từ tiểu thuyết Vòng xoay ảo của Dave Eggers, trong vai Mae Holland, một nhân viên công nghệ trẻ, làm việc tại một tập đoàn Internet hùng mạnh, chỉ nhận ra sự nguy hiểm liên quan đến quyền riêng tư, giám sát và tự do khi chính mình trải nghiệm.
Năm 2019, Watson đóng vai chính Meg March (thay cho Emma Stone, người đã bỏ phim vì mâu thuẫn trong lịch trình) trong bộ phim chuyển thể từ tiểu thuyết cùng tên và được đề cử giải Oscar của Greta Gerwig, Những người phụ nữ bé nhỏ. Trong phim cô đóng chung với Saoirse Ronan, Florence Pugh, Timothée Chalamet, Laura Dern và Meryl Streep.

## Các hoạt động khác

### Người mẫu và lĩnh vực thời trang
Năm 2005, Watson bắt đầu sự nghiệp người mẫu của mình bằng một buổi chụp hình cho Teen Vogue và là người trẻ nhất từng xuất hiện trên trang bìa của tạp chí. Ba năm sau, báo chí Anh đưa tin Watson sẽ thay thế Keira Knightley làm gương mặt đại diện cho nhà mốt Chanel, nhưng điều này đã bị cả hai bên từ chối. Vào tháng 6 năm 2009, sau vài tháng tin đồn, Watson đã xác nhận rằng cô sẽ hợp tác với Burberry với tư cách là gương mặt của chiến dịch Thu-Đông 2009 của họ, mà ước tính họ đã phải trả cho cô một khoản phí sáu con số. Cô cũng xuất hiện trong chiến dịch Xuân-Hè năm 2010 của Burberry cùng với em trai Alex, nhạc sĩ George Craig và Matt Gilmour, người mẫu Max Hurd. Vào tháng 2 năm 2011, Watson đã được trao tặng giải thưởng Biểu tượng phong cách từ tạp chí Elle (Anh) bởi Dame Vivienne Westwood. Watson tiếp tục tham gia vào quảng cáo thời trang khi cô tuyên bố cô đã được chọn làm gương mặt đại diện cho Lancôme vào tháng 3 năm 2011.
Vào tháng 9 năm 2009, Watson tuyên bố tham gia vào People Tree, một thương hiệu thời trang thương mại công bằng. Watson làm cố vấn sáng tạo cho công ty để tạo ra một dòng quần áo mùa xuân, được phát hành vào tháng 2 năm 2010; phạm vi đặc trưng của phong cách lấy cảm hứng từ miền nam nước Pháp và London. Bộ sưu tập, được The Times mô tả là "rất thông minh" mặc dù "hy vọng thầm lặng của họ rằng [cô] sẽ bị vướng vào rào cản vải gai" (hemp-woven hurdle), được công bố rộng rãi trên các tạp chí như Teen Vogue, Cosmopolitan và People. Watson không được trả tiền cho sự hợp tác, thừa nhận rằng cạnh tranh trong phạm vi là tối thiểu, nhưng lập luận rằng "Thời trang là một cách tuyệt vời để trao quyền cho mọi người và cung cấp cho họ các kỹ năng, thay vì đưa tiền từ thiện mà bạn có thể giúp đỡ mọi người bằng cách mua quần áo họ làm và hỗ trợ những thứ họ tự hào "; cô nói thêm: "Tôi nghĩ rằng những người trẻ tuổi như tôi ngày càng nhận thức được các vấn đề nhân đạo xung quanh thời trang nhanh và muốn đưa ra lựa chọn tốt nhưng không có nhiều lựa chọn ngoài kia." Watson tiếp tục tham gia vào People Tree, dẫn đến phát hành bộ sưu tập Thu-Đông 2010.
Watson đã được trao giải Phong cách Anh xuất sắc nhất tại Giải thưởng Thời trang Anh 2014. Cuộc thi bao gồm David Beckham, Amal Clooney, Kate Moss và Keira Knightley.
Vào ngày 16 tháng 6 năm 2020, trong buổi họp cổ đông thường niên, Kering - tập đoàn thời trang xa xỉ của Pháp ra thông cáo báo chí chính thức về việc bổ nhiệm thành viên mới trong hội đồng ban quản trị trong đó có Emma, với vai trò Chủ tịch Hội đồng Phát triển Bền vững của Kering. Hiện Kering là công ty mẹ của các công ty như Gucci, Saint Laurent, Balenciaga, Alexander McQueen...

### Hoạt động xã hội

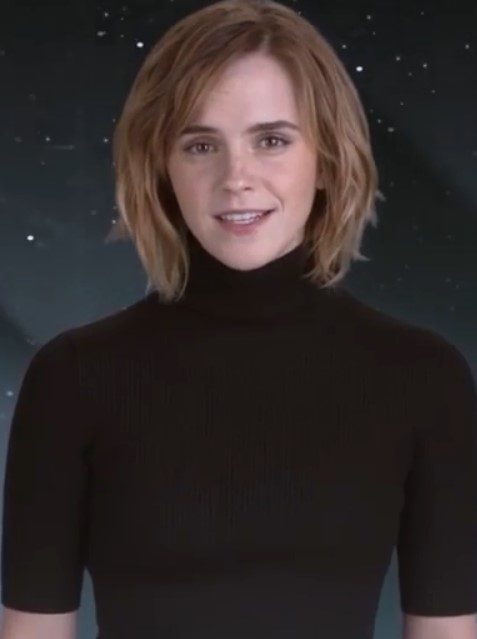
Watson trong một chiến dịch của Liên Hợp Quốc Brazil năm 2017

Emma Watson còn được biết đến với vai trò của một nhà hoạt động xã hội, người ủng hộ cho quyền bình đẳng giới. Cô đã đến thăm nhiều quốc gia để cổ vũ việc nam nữ bình quyền.
Ngày 20 tháng 9 năm 2016, Emma Watson đã có mặt tại buổi họp của Đại Hội đồng Liên Hợp Quốc lần thứ 71 ở New York và có bài phát biểu về quyền bình đẳng giới và an toàn trường học. Đây là một phần trong chiến dịch HeForShe của Liên Hợp Quốc về quyền bình đẳng giới mà Emma Watson làm đại sứ vào năm 2014. Bài phát biểu đã truyền cảm hứng đến nhiều người.

## Quyền phụ nữ
Watson đã từng đến thăm Bangladesh và Zambia để thúc đẩy việc giáo dục cho các bé gái.
Vào tháng 7 năm 2014, cô được bổ nhiệm làm đại sứ thiện chí của phụ nữ Liên Hợp Quốc. Tháng 9 năm đó, Watson khởi động chiến dịch Phụ nữ Liên Hợp Quốc HeForShe, kêu gọi ủng hộ bình đẳng giới. Trong bài phát biểu đó, cô nói rằng cô bắt đầu đặt câu hỏi về các giả định dựa trên giới tính ở tuổi lên tám khi cô bị gọi là "hách dịch" trong khi con trai thì không đến khi cô 14 tuổi. Bài phát biểu của Watson cũng gọi nữ quyền là "niềm tin rằng đàn ông và phụ nữ nên có quyền và cơ hội như nhau" và tuyên bố rằng nhận thức về "ghét đàn ông" là điều "phải dừng lại". Watson sau đó nói rằng cô đã nhận được những lời đe dọa trong vòng 12 giờ sau khi phát biểu. Năm 2015, Malala Yousafzai nói với Watson rằng cô quyết định đi theo chủ nghĩa nữ quyền sau khi nghe bài phát biểu của Watson.
Cũng trong tháng 9, Watson đã có chuyến thăm quốc gia đầu tiên với tư cách là Đại sứ thiện chí phụ nữ của Liên Hợp Quốc tại Uruguay, nơi cô đã có bài phát biểu nhấn mạnh sự cần thiết phải tham gia 
chính trị của phụ nữ. Vào tháng 12, Quỹ Phụ nữ gọi Watson là Người nổi tiếng ủng hộ nữ quyền năm 2014 sau một cuộc thăm dò trực tuyến. Watson cũng có bài phát biểu về bình đẳng giới vào tháng 1 năm 2015, tại cuộc họp hàng năm của Diễn đàn kinh tế thế giới.
Watson chiếm vị trí số 1 trong danh sách "99 người phụ nữ có sức ảnh hưởng nhất năm 2015" của AskMen về việc ủng hộ các vấn đề quyền của phụ nữ. Một ngày sau khi cô tròn 25 tuổi, Watson xếp thứ 26 trong danh sách Time 100 của những người có ảnh hưởng nhất trên thế giới, lần đầu tiên cô xuất hiện trong danh sách này. Cựu biên tập viên của tờ New York Times, Jill Abramson nói rằng "sự táo bạo, thông minh về nữ quyền" của Watson và kêu gọi nỗ lực khiến đàn ông tham gia "làm mới".
Vào tháng 1 năm 2016, Watson thành lập câu lạc bộ sách chuyên về nữ quyền: Kệ chung của chúng tôi. Mục tiêu của câu lạc bộ là chia sẻ ý tưởng nữ quyền và khuyến khích thảo luận về chủ đề này. Một cuốn sách được chọn mỗi tháng và được thảo luận trong tuần cuối cùng của tháng đó. Cuốn sách đầu tiên được lựa chọn là My Life on the Road của Gloria Steinem, người mà Watson sẽ phỏng vấn vào ngày 24 tháng 2 tại How to: Academy in London.
Vào tháng 3 năm 2017 Watson bị chỉ trích là đạo đức giả khi hở ngực xuất hiện trên tạp chí Vanity Fair. Đáp trả, cô lập luận rằng:
"Nữ quyền không phải là dùng gậy đánh bại phụ nữ, đó là sự tự do, giải phóng và bình đẳng".

Vào tháng 7 năm 2019, Watson đưa ra một dòng tư vấn pháp lý cho những người đã bị quấy rối tình dục tại nơi làm việc. Tư vấn pháp lý được thực hiện bởi Rights of Women, một tổ chức từ thiện hoạt động để giúp đỡ phụ nữ thông qua luật pháp.

## Danh sách phim đã tham gia

### Phim
| Năm  | Tên phim                                 | Vai diễn                        | Đạo diễn                    | Ghi chú                             |
| ---- | ---------------------------------------- | ------------------------------- | --------------------------- | ----------------------------------- |
| 2001 | Harry Potter và Hòn đá Phù thủy          | Hermione Jean Granger           | Chris Columbus              |                                     |
| 2002 | Harry Potter và Phòng chứa Bí mật        | Hermione Jean Granger           | Chris Columbus              |                                     |
| 2004 | Harry Potter và tên tù nhân ngục Azkaban | Hermione Jean Granger           | Alfonso Cuarón              |                                     |
| 2005 | Harry Potter và Chiếc cốc lửa            | Hermione Jean Granger           | Mike Newell                 |                                     |
| 2007 | Harry Potter và Hội Phượng Hoàng         | Hermione Jean Granger           | David Yates                 |                                     |
| 2007 | Ballet Shoes                             | Pauline Fossil                  | Sandra Goldbacher           | Phim truyện truyền hình             |
| 2008 | The Tale of Despereaux                   | Công chúa Pea                   | Sam Fell Robert Stevenhagen | Lồng tiếng                          |
| 2009 | Harry Potter và Hoàng tử lai             | Hermione Jean Granger           | David Yates                 |                                     |
| 2010 | Harry Potter và Bảo bối Tử thần – Phần 1 | Hermione Jean Granger           | David Yates                 |                                     |
| 2011 | Harry Potter và Bảo bối Tử thần – Phần 2 | Hermione Jean Granger           | David Yates                 |                                     |
| 2011 | Một tuần với kiều nữ                     | Lucy                            | Simon Curtis                |                                     |
| 2012 | The Perks of Being a Wallflower          | Sam                             | Stephen Chbosky             |                                     |
| 2013 | The Bling Ring                           | Nicki Moore                     | Sofia Coppola               |                                     |
| 2013 | Sống nốt ngày cuối                       | Chính cô/Emma Watson chính hiệu | Seth Rogen Evan Goldberg    |                                     |
| 2014 | Đại hồng thủy                            | Ila                             | Darren Aronofsky            |                                     |
| 2015 | The Vicar of Dibley                      | Reverend Iris                   | Andrew Gaynord              | Sitcom, tập: "The Bishop of Dibley" |
| 2015 | Colonia                                  | Lena                            | Florian Gallenberger        |                                     |
| 2015 | Truy hồi ký ức                           | Angela Gray                     | Alejandro Amenábar          |                                     |
| 2017 | Người đẹp và quái vật                    | Belle                           | Bill Condon                 |                                     |
| 2017 | Vòng xoay ảo                             | Mae Holland                     | James Ponsoldt              |                                     |
| 2019 | Những người phụ nữ bé nhỏ                | Margaret "Meg" March            |                             |                                     |

### Truyền hình
| Năm  | Tiêu đề             | Vai diễn       | Notes                       |
| ---- | ------------------- | -------------- | --------------------------- |
| 2007 | Ballet Shoes        | Pauline Fossil | Phim truyền hình            |
| 2015 | The Vicar of Dibley | Iris đáng kính | Tập: "The Bishop of Dibley" |

### Video âm nhạc
| Năm  | Tiêu đề                 | Vai          | Người biểu diễn |
| ---- | ----------------------- | ------------ | --------------- |
| 2010 | "Say You Don't Want It" | Người phụ nữ | One Night Only  |

## Giải thưởng và đề cử
| Năm  | Tổ chức                                               | Giải thưởng                                                                                  | Phim                                     | Kết quả   |                 |
| ---- | ----------------------------------------------------- | -------------------------------------------------------------------------------------------- | ---------------------------------------- | --------- | --------------- |
| 2002 | Giải Sao Thổ                                          | Giải Sao Thổ cho diễn viên trẻ xuất sắc nhất                                                 | Harry Potter và Hòn đá Phù thủy          | Đề cử     | [ 131 ]         |
| 2002 | Empire Awards                                         | Diễn viên mới xuất sắc nhất (cùng với Daniel Radcliffe và Rupert Grint)                      | Harry Potter và Hòn đá Phù thủy          | Đề cử     | [ 132 ]         |
| 2002 | Giải thưởng Nghệ sĩ trẻ                               | Diễn xuất xuất sắc nhất trong phim truyện - Nữ diễn viên trẻ hàng đầu                        | Harry Potter và Hòn đá Phù thủy          | Đoạt giải | [ 133 ]         |
| 2002 | Giải thưởng Nghệ sĩ trẻ                               | Diễn viên xuất sắc nhất (cùng với Rupert Grint và Tom Felton)                                | Harry Potter và Hòn đá Phù thủy          | Đề cử     | [ 133 ]         |
| 2005 | Giải Lựa chọn của giới phê bình điện ảnh              | Giải BFCA cho diễn viên trẻ xuất sắc nhất                                                    | Harry Potter và tên tù nhân ngục Azkaban | Đề cử     | [ 134 ]         |
| 2006 | Giải Lựa chọn của giới phê bình điện ảnh              | Giải BFCA cho diễn viên trẻ xuất sắc nhất                                                    | Harry Potter và Chiếc cốc lửa            | Đề cử     | [ 134 ]         |
| 2006 | Giải thưởng Lựa chọn cho Trẻ em của Nickelodeon Úc    | Nữ diễn viên được yêu thích nhất                                                             | Harry Potter và Chiếc cốc lửa            | Đề cử     | [ 135 ]         |
| 2006 | Giải Điện ảnh của MTV                                 | Giải thưởng điện ảnh MTV cho bộ đôi trên màn ảnh xuất sắc nhất                               | Harry Potter và Chiếc cốc lửa            | Đề cử     | [ 69 ]          |
| 2007 | Giải thưởng điện ảnh quốc gia                         | Nữ diễn viên có màn thể hiện tốt nhất                                                        | Harry Potter và Hội Phượng Hoàng         | Đoạt giải | [ 136 ]         |
| 2008 | Empire Awards                                         | Giải thưởng Empire cho nữ diễn viên xuất sắc nhất                                            | Harry Potter và Hội Phượng Hoàng         | Đề cử     | [ 137 ]         |
| 2010 | People's Choice Awards                                | Đội được yêu thích nhất trên màn ảnh                                                         | Harry Potter và Hoàng tử lai             | Đề cử     | [ 138 ]         |
| 2010 | Giải Điện ảnh của MTV                                 | Nữ diễn viên có màn trình diễn xuất sắc nhất                                                 | Harry Potter và Hoàng tử lai             | Đề cử     | [ 139 ]         |
| 2010 | Teen Choice Awards                                    | Nữ diễn viên điện ảnh được lựa chọn theo thể loại: tưởng tượng                               | Harry Potter và Hoàng tử lai             | Đề cử     | [ 140 ]         |
| 2011 | Giải thưởng Liên hoan phim nghệ thuật Capri           | Giải thưởng diễn viên xuất sắc nhất                                                          | Một tuần với kiều nữ                     | Đoạt giải | [ 141 ]         |
| 2011 | Giải thưởng Kids 'Choice                              | Nữ diễn viên được yêu thích nhất                                                             | Harry Potter và Bảo bối Tử thần – Phần 1 | Đề cử     | [ 142 ]         |
| 2011 | People's Choice Awards                                | Ngôi sao điện ảnh được yêu thích (Dưới 25)                                                   | Harry Potter và Bảo bối Tử thần – Phần 1 | Đề cử     | [ 143 ]         |
| 2011 | Giải thưởng Empire                                    | Nữ diễn viên xuất sắc nhất                                                                   | Harry Potter và Bảo bối Tử thần – Phần 1 | Đề cử     | [ 144 ]         |
| 2011 | Giải thưởng điện ảnh quốc gia                         | Màn trình diễn của năm                                                                       | Harry Potter và Bảo bối Tử thần – Phần 1 | Đề cử     | [ 145 ]         |
| 2011 | Giải thưởng Điện ảnh MTV                              | Nữ diễn viên có màn thể hiện tốt nhất                                                        | Harry Potter và Bảo bối Tử thần – Phần 1 | Đề cử     | [ 146 ]         |
| 2011 | Giải thưởng Điện ảnh MTV                              | Nụ hôn đẹp nhất (cùng với Daniel Radcliffe)                                                  | Harry Potter và Bảo bối Tử thần – Phần 1 | Đề cử     | [ 146 ]         |
| 2011 | Giải thưởng Điện ảnh MTV                              | Trận chiến hay nhất (cùng với Daniel Radcliffe, Rupert Grint, Arben Bajraktaraj và Rod Hunt) | Harry Potter và Bảo bối Tử thần – Phần 1 | Đề cử     | [ 146 ]         |
| 2011 | Teen Choice Awards                                    | Phim lựa chọn: Nữ diễn viên Khoa học viễn tưởng/tưởng tượng                                  | Harry Potter và Bảo bối Tử thần – Phần 1 | Đoạt giải | [ 147 ]         |
| 2011 | Teen Choice Awards                                    | Phim được lựa chọn (Choice Movie): Liplock (cùng với Daniel Radcliffe)                       | Harry Potter và Bảo bối Tử thần – Phần 1 | Đoạt giải | [ 147 ]         |
| 2011 | Teen Choice Awards                                    | Phim được lựa chọn cho mùa hè (Choice Summer Movie): Nữ                                      | Harry Potter và Bảo bối Tử thần – Phần 2 | Đoạt giải | [ 147 ]         |
| 2012 | Giải thưởng sự lựa chọn của trẻ em                    | Nữ diễn viên điện ảnh được yêu thích nhất                                                    | Harry Potter và Bảo bối Tử thần – Phần 2 | Đề cử     | [ 148 ]         |
| 2012 | People's Choice Awards                                | Diễn viên yêu thích của bộ phim                                                              | Harry Potter và Bảo bối Tử thần – Phần 2 | Đoạt giải | [ 149 ]         |
| 2012 | People's Choice Awards                                | Ngôi sao điện ảnh được yêu thích (Dưới 25)                                                   | Harry Potter và Bảo bối Tử thần – Phần 2 | Đề cử     | [ 149 ]         |
| 2012 | Giải Sao Thổ                                          | Nữ diễn viên phụ xuất sắc nhất                                                               | Harry Potter và Bảo bối Tử thần – Phần 2 | Đề cử     | [ 150 ]         |
| 2012 | Giải Điện ảnh MTV                                     | Nữ diễn viên có màn thể hiện tốt nhất                                                        | Harry Potter và Bảo bối Tử thần – Phần 2 | Đề cử     | [ 151 ]         |
| 2012 | Giải Điện ảnh MTV                                     | Nụ hôn đẹp nhất (cùng với Rupert Grint)                                                      | Harry Potter và Bảo bối Tử thần – Phần 2 | Đề cử     | [ 151 ]         |
| 2012 | Giải Điện ảnh MTV                                     | Diễn viên hay nhât (cùng với Daniel Radcliffe, Rupert Grint và Tom Felton)                   | Harry Potter và Bảo bối Tử thần – Phần 2 | Đoạt giải | [ 151 ]         |
| 2012 | Capri, Liên hoan phim quốc tế Hollywood               | Giải thưởng Carpi cho trang phục xuất sắc nhất                                               | Một tuần với kiều nữ                     | Đoạt giải | [ 152 ]         |
| 2012 | Giải thưởng San Diego                                 | Nữ diễn viên phụ xuất sắc nhất                                                               | Câu chuyện tuổi teen                     | Đoạt giải | [ 153 ]         |
| 2012 | Giải thưởng San Diego                                 | Màn thể hiện tốt nhất của một nhóm                                                           | Câu chuyện tuổi teen                     | Đoạt giải | [ 153 ]         |
| 2012 | Hội phê bình phim Boston                              | Nữ diễn viên phụ xuất sắc nhất                                                               | Câu chuyện tuổi teen                     | Runner-up | [ 154 ]         |
| 2012 | Hiệp hội phê bình phim St. Louis                      | Nữ diễn viên phụ xuất sắc nhất                                                               | Câu chuyện tuổi teen                     | Đề cử     | [ 155 ]         |
| 2013 | People's Choice Awards                                | Nữ diễn viên phim truyền hình được yêu thích nhất                                            | Câu chuyện tuổi teen                     | Đoạt giải | [ 156 ]         |
| 2013 | Giải Điện ảnh MTV                                     | Nữ diễn viên có màn thể hiện xuất sắc nhất                                                   | Câu chuyện tuổi teen                     | Đề cử     | [ 157 ]         |
| 2013 | Giải Điện ảnh MTV                                     | Nụ hôn đẹp nhất (cùng với Logan Lerman)                                                      | Câu chuyện tuổi teen                     | Đề cử     | [ 157 ]         |
| 2013 | Giải Điện ảnh MTV                                     | Khoảnh khắc âm nhạc hay nhất (cùng với Logan Lerman và Ezra Miller)                          | Câu chuyện tuổi teen                     | Đề cử     | [ 157 ]         |
| 2013 | Giải Điện ảnh MTV                                     | Giải tiên phong MTV                                                                          | Câu chuyện tuổi teen                     | Đoạt giải | [ 157 ]         |
| 2013 | Teen Choice Awards                                    | Nữ diễn viên điện ảnh được lựa chọn: Chính kịch                                              | Câu chuyện tuổi teen                     | Đoạt giải | [ 158 ]         |
| 2013 | Teen Choice Awards                                    | Phim lựa chọn: Liplock (cùng với Logan Lerman)                                               | Câu chuyện tuổi teen                     | Đề cử     | [ 158 ]         |
| 2013 | Teen Choice Awards                                    | Biểu tượng phong cách lựa chọn                                                               | —                                        | Đề cử     | [ 158 ]         |
| 2014 | People's Choice Awards                                | Nữ diễn viên điện ảnh được yêu thích nhất                                                    | Sống nốt ngày cuối                       | Đề cử     | [ 159 ]         |
| 2014 | Giải thưởng hài kịch của Mỹ                           | Nữ diễn viên phụ hài - Phim                                                                  | Sống nốt ngày cuối                       | Đề cử     | [ 160 ]         |
| 2014 | Teen Choice Awards                                    | Nữ diễn viên điện ảnh được lựa chọn: Chính kịch                                              | Noah                                     | Đề cử     | [ 161 ]         |
| 2014 | Giải thưởng Britannia                                 | Nghệ sĩ Anh của năm                                                                          | —                                        | Đoạt giải | [ 162 ]         |
| 2014 | Giải thưởng thời trang Anh                            | Trang phục Anh đẹp nhất                                                                      | —                                        | Đoạt giải | [ 163 ]         |
| 2016 | Giải thưởng giới phê bình phim phụ nữ                 | Giải thưởng diễn xuất và hoạt động xã hội                                                    | —                                        | Đoạt giải | [ 164 ]         |
| 2016 | Giải thưởng giới phê bình phim phụ nữ                 | Nữ anh hùng hành động hay nhất                                                               | Colonia                                  | Đề cử     | [ 164 ]         |
| 2017 | Giải thưởng Sao Mộc                                   | Nữ diễn viên quốc tế xuất sắc nhất                                                           | Colonia                                  | Đề cử     | [ 165 ]         |
| 2017 | Giải Điện ảnh MTV                                     | Màn thể hiện tốt nhất trong phim                                                             | Người đẹp và quái vật                    | Đoạt giải | [ 166 ]         |
| 2017 | Giải Điện ảnh MTV                                     | Nụ hôn đẹp nhất (cùng với Dan Stevens)                                                       | Người đẹp và quái vật                    | Đề cử     | [ 166 ]         |
| 2017 | Teen Choice Awards                                    | Nữ diễn viên phim giả tưởng được lựa chọn                                                    | Người đẹp và quái vật                    | Đoạt giải | [ 167 ]         |
| 2017 | Teen Choice Awards                                    | Choice Movie Ship (cùng với Dan Stevens)                                                     | Người đẹp và quái vật                    | Đoạt giải | [ 167 ]         |
| 2017 | Teen Choice Awards                                    | Choice Liplock (cùng với Dan Stevens)                                                        | Người đẹp và quái vật                    | Đoạt giải | [ 167 ]         |
| 2017 | Teen Choice Awards                                    | Nữ diễn viên phim chính kịch được lựa chọn                                                   | Vòng xoay ảo                             | Đoạt giải | [ 167 ]         |
| 2018 | Giải Mâm xôi vàng                                     | Nữ diễn viên tệ nhất                                                                         | Vòng xoay ảo                             | Đề cử     | [ 168 ]         |
| 2018 | Empire Awards                                         | Nữ diễn viên xuất sắc nhất                                                                   | Người đẹp và quái vật                    | Đề cử     | [ 169 ]         |
| 2018 | Giải sự lựa chọn của trẻ em                           | Nữ diễn viên được yêu thích nhất                                                             | Người đẹp và quái vật                    | Đề cử     | [ 170 ]         |
| 2018 | Giải Sao Thổ                                          | Nữ diễn viên chính xuất sắc nhất                                                             | Người đẹp và quái vật                    | Đề cử     | [ 171 ]         |
| 2018 | People's Choice Awards                                | Ngôi sao phong cách năm 2018                                                                 | —                                        | Đề cử     | [ 172 ]         |
| 2019 | Hiệp hội phê bình phim khu vực thủ đô Washington      | Dàn diễn viên xuất sắc nhất                                                                  | Những người phụ nữ bé nhỏ                | Đề cử     | [ 173 ]         |
| 2019 | Hội phê bình phim Boston                              | Toàn bộ vai diễn xuất sắc nhất                                                               | Những người phụ nữ bé nhỏ                | Đoạt giải | [ 174 ] [ 175 ] |
| 2019 | Giới các nhà phê bình phim Florida                    | Vai diễn xuất sắc nhất                                                                       | Những người phụ nữ bé nhỏ                | Đoạt giải | [ 176 ] [ 177 ] |
| 2019 | Hội phê bình phim Seattle                             | Vai diễn xuất sắc nhất                                                                       | Những người phụ nữ bé nhỏ                | Đề cử     | [ 178 ]         |
| 2019 | Giải thưởng phê bình Chicago Indie                    | Vai diễn xuất sắc nhất                                                                       | Những người phụ nữ bé nhỏ                | Đề cử     | [ 179 ]         |
| 2020 | Hiệp hội phê bình phim Austin                         | Dàn diễn viên xuất sắc nhất                                                                  | Những người phụ nữ bé nhỏ                | Đề cử     | [ 180 ] [ 181 ] |
| 2020 | Giải thưởng Phim dành cho người trưởng thành của AARP | Dàn diễn viên xuất sắc nhất                                                                  | Những người phụ nữ bé nhỏ                | Đề cử     | [ 182 ]         |
| 2020 | Giải Lựa chọn của giới phê bình điện ảnh              | Dàn diễn viên xuất sắc nhất                                                                  | Những người phụ nữ bé nhỏ                | Đề cử     | [ 183 ]         |
| 2020 | Hiệp hội phê bình phim Georgia                        | Dàn diễn viên xuất sắc nhất                                                                  | Những người phụ nữ bé nhỏ                | Đoạt giải | [ 184 ]         |

## Vinh danh

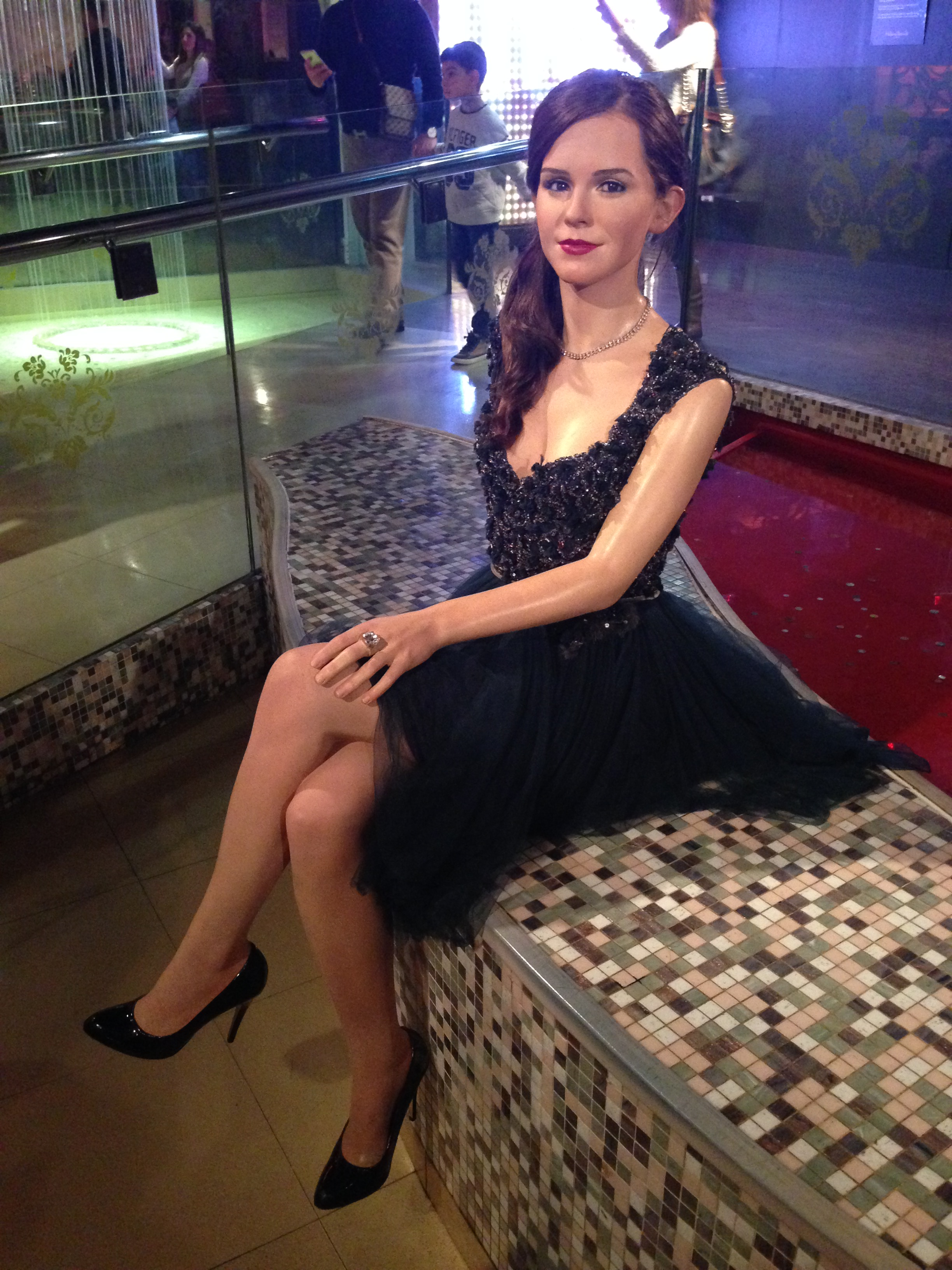
Tượng sáp Emma Watson ở bảo tàng Madame Tussauds London

Vào ngày 26 tháng 3 năm 2013, Emma Watson được tạc tượng và đưa vào bảo tàng tượng sáp nổi tiếng Madame Tussauds London (Anh). Bức tượng sáp có kích cỡ tương đương người thật của Emma mặc bộ váy Elie Saab mà cô từng mặc trong một sự kiện tại Hồng Kông vào năm 2011. Nhà thiết kế Elie Saab đã tặng chiếc váy này cho bảo tàng.